# جيل بانزي
جيل بانزي (بالفرنسية: Gilles Panizzi)‏ مواليد 19 سبتمبر 1965 في روكيوبرون، الألب البحرية، هو سائق راليات فرنسي بدأ مسيرته في سنة 1990. كان أول رالي له هو رالي مونت كارلو 1990. تسابق في بطولة العالم للراليات. فاز بـ 7 سباقات رالي. صعد على المنصة 14 مرة خلال مسيرته.

## سجل الفوز
| # | الحدث         | الموسم                          |
| - | ------------- | ------------------------------- |
| 1 | رالي كورسيكا  | بطولة العالم للراليات موسم 2000 |
| 2 | رالي سانريمو  | بطولة العالم للراليات موسم 2000 |
| 3 | رالي سانريمو  | بطولة العالم للراليات موسم 2001 |
| 4 | رالي كورسيكا  | بطولة العالم للراليات موسم 2002 |
| 5 | رالي كتالونيا | بطولة العالم للراليات موسم 2002 |
| 6 | رالي سانريمو  | بطولة العالم للراليات موسم 2002 |
| 7 | رالي كتالونيا | بطولة العالم للراليات موسم 2003 |

## فرق مثلها
- بيجو
- ميتسوبيشي

## وصلات خارجية
- جيل بانزي على موقع Rallye-info.com (الإنجليزية)
- جيل بانزي على موقع eWRC-results.com (الإنجليزية)

- http://www.gillespanizzi.com/ نسخة محفوظة 14 يناير 2011 على موقع واي باك مشين.